# Salisbury (Connecticut)
Salisbury és una població dels Estats Units a l'estat de Connecticut. Segons el cens del 2000 tenia 3.977 habitants.

## Demografia
Segons el cens del 2000, Salisbury tenia 3.977 habitants, 1.737 habitatges, i 1.042 famílies. La densitat de població era de 26,8 habitants/km².
Dels 1.737 habitatges en un 25,5% hi vivien nens de menys de 18 anys, en un 50,4% hi vivien parelles casades, en un 7,2% dones solteres, i en un 40% no eren unitats familiars. En el 33,7% dels habitatges hi vivien persones soles el 15,3% de les quals corresponia a persones de 65 anys o més que vivien soles. El nombre mitjà de persones vivint en cada habitatge era de 2,19 i el nombre mitjà de persones que vivien en cada família era de 2,81.
Per edats la població es repartia de la següent manera: un 22,4% tenia menys de 18 anys, un 3,7% entre 18 i 24, un 20,4% entre 25 i 44, un 31,9% de 45 a 60 i un 21,6% 65 anys o més.
L'edat mediana era de 47 anys. Per cada 100 dones de 18 o més anys hi havia 83,4 homes.
La renda mediana per habitatge era de 53.051 $ i la renda mediana per família de 69.152 $. Els homes tenien una renda mediana de 43.807 $ mentre que les dones 29.861 $. La renda per capita de la població era de 38.752 $. Aproximadament el 4,9% de les famílies i el 7,8% de la població estaven per davall del llindar de pobresa.